# Axiocleta perisema
Axiocleta perisema är en fjärilsart som beskrevs av Turner 1911. Axiocleta perisema ingår i släktet Axiocleta och familjen tandspinnare. Inga underarter finns listade i Catalogue of Life.